# David Owen (arpista)

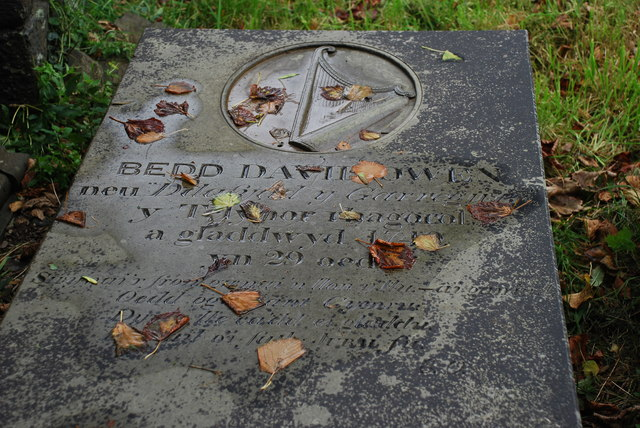
Tumba de David Owen en la iglesia de St Cynhaearn en Ynyscynhaearn

David Owen (27 de enero de 1712–agosto de 1741) fue un arpista y compositor galés recordado por ser el autor de algunos aires tradicionales galeses, entre los que destaca Dafydd y Garreg Wen
Su padre eras Owen Humphreys de Ynyscynhaearn en Caernarfonshire, siendo Owen un patronímico. Su madre era Gwen Roberts.

## Obra musical
- Dafydd y Garreg Wen (David de Piedra Blanca)
- Codiad yr Ehedydd (El vuelo de la alondra)
- Difyrrwch gwŷr Criccieth (La delicia de los hombres de Criccieth)